# Mosómedve

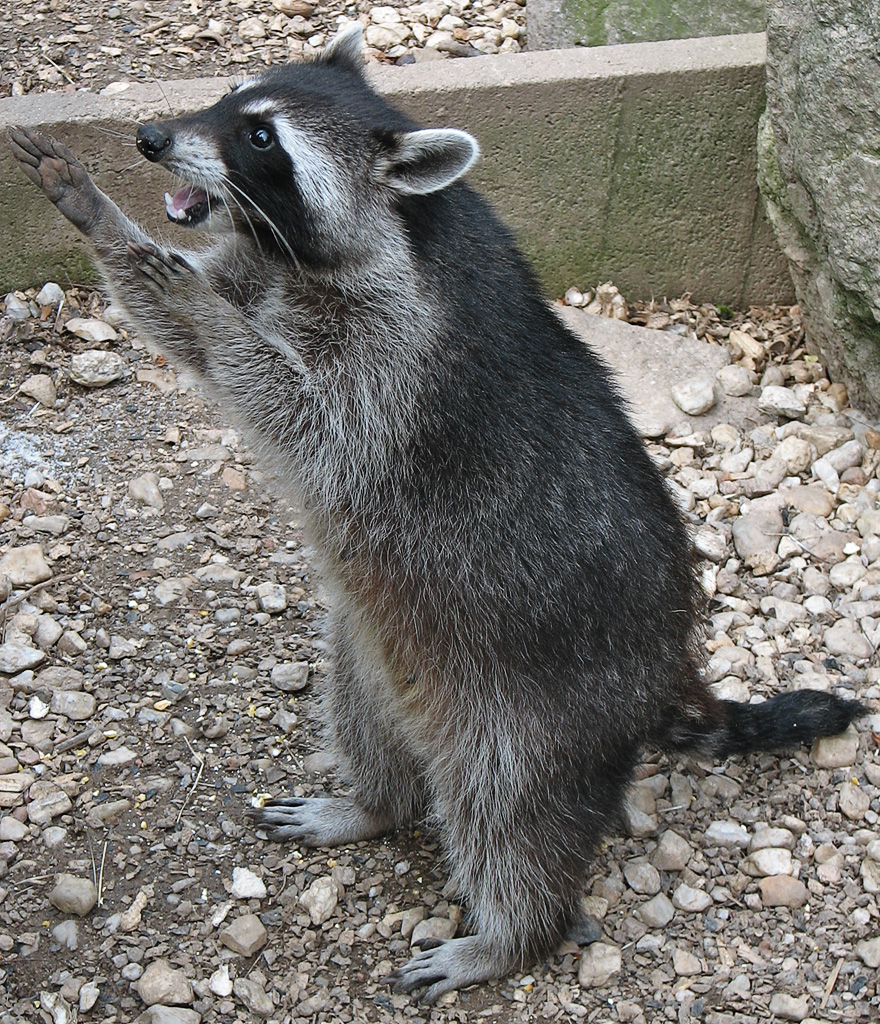
A képen jól láthatóak a faj rendkívül ügyes, miniatűr emberi kézre emlékeztető felépítésű mellső mancsai

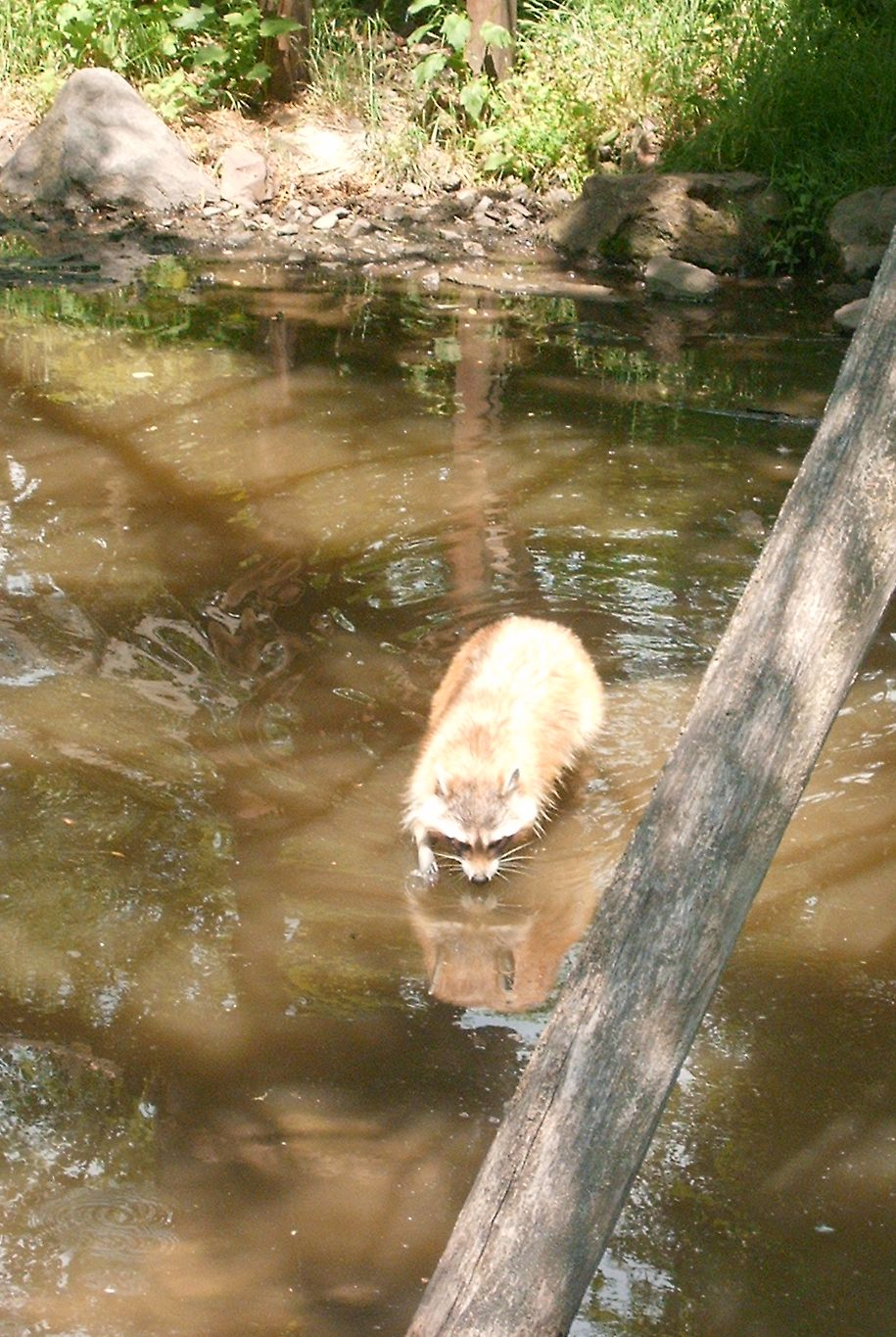
A vízközelben élő mosómedvék elsősorban halakkal és rákokkal táplálkoznak

A mosómedve (Procyon lotor) az emlősök (Mammalia) osztályának ragadozók (Carnivora) rendjébe, ezen belül a mosómedvefélék (Procyonidae) családjába tartozó névadó típusfaja.
Ez az állat gyűrűs farkú és jellegzetes banditamaszkot viselő mindenevő, amely remekül alkalmazkodott az emberek közelségéhez. Eredetileg Amerika lakója, de elvadult példányai Európa területén is életképes populációkat hoztak létre. Amerika  egyes részein veszélyeztetett, mert gyakran ütik el a figyelmetlen autósok.
Ami a nevét illeti, táplálékát valóban szokta tisztogatni, de a medvefélékhez nincs szorosabb köze. Invazív faj, így az állatok védelméről és kíméletéről szóló 1998. évi XXVIII. törvény 24/F. § szerint kedvtelésből való tartása, szaporítása és forgalomba hozatala tilos. A tilalom megszegésével tartott állatot az állatvédelmi hatóság elkobozza és amilyen esetben nem lehetséges egy vadrezervátumba való elhelyezése az állatot vadhúsként feldolgozza.

## Előfordulása
A mosómedve hazája eredetileg Észak- és Közép-Amerika; Kanada, az USA és Mexikó vízközeli vidékein fordul elő, illetve bárhol, ahol emberek élnek. Prémje miatt Európában és Ázsiában is nyíltak mosómedvefarmok, és az elszökdösött példányok a helyi körülményekhez alkalmazkodva elszaporodtak.
Európában a terjeszkedés központja Nyugat-Németország, a Mosel völgye és az Eifel-hegység, a Benelux államok és Franciaország keleti vidéke, de a hajdani Szovjetunióban is megtelepedett.  Magyarországon a vadászok minden évben kilőnek 1-2 példányt. Először 1998-ban, Szombathelyen lőtték ki az első példányt.
1934-ben Rolf Haag szőrmekereskedő kérelmére az ederseei erdészeti hivatal adott engedélyt arra, hogy két mosómedvepárt szabadon engedjenek a német erdőben. Természetes ellenségek híján azóta jelentősen elterjedt. Ahol megjelenik, nagy pusztítást képes okozni a madarak közt, melyeknek tojásait elrabolja.

## Alfajai
- Procyon lotor auspicatus Nelson, 1930
- Procyon lotor elucus Bangs, 1898
- Procyon lotor excelsus Nelson & Goldman, 1930
- Procyon lotor fuscipes Mearns, 1914
- †barbadosi mosómedve (Procyon lotor gloveralleni) Nelson & Goldman, 1930
- Procyon lotor grinnelli Nelson & Goldman, 1930
- Procyon lotor hernandezii Wagler, 1831
- Procyon lotor hirtus Nelson & Goldman, 1930
- Procyon lotor incautus Nelson, 1930
- Procyon lotor inesperatus Nelson, 1930
- Tres Marías-szigeteki mosómedve (Procyon lotor insularis) Merriam, 1898
- Procyon lotor litoreus Nelson & Goldman, 1930
- Procyon lotor lotor Linnaeus, 1758
- Procyon lotor marinus Nelson, 1930
- bahama-szigeteki mosómedve (Procyon lotor maynardi) Bangs, 1898
- Procyon lotor megalodous Lowery, 1943
- Procyon lotor pacificus Merriam, 1899
- Procyon lotor pallidus Merriam, 1900
- Procyon lotor psora Gray, 1842
- Procyon lotor pumilus Miller, 1911
- Procyon lotor simus Gidley, 1906
- Procyon lotor vancouverensis Nelson & Goldman, 1930

## Megjelenése
A mosómedve többnyire 60–95 cm hosszú, farka 20–40 cm, testtömege átlagosan 6–7 kilogramm, de 2–10 kilogramm között változhat. A tömeg nagy része az elraktározott zsír, főleg a hidegebb éghajlaton élő állatoknál. A nemek egyformák, bár a hímek kissé nagyobbak.
Bundája szürkésbarna, a hasi oldalon fehéres. Jellegzetes a farok fekete-fehér gyűrűs csíkozása, illetve a szemek feletti fekete álarc, ami afféle miniatűr gonosztevő külsejével ruházza fel a gyakran valóban szemtelenül lopkodó állatot. A fej alakja egyébként rókaszerű, orra és fülei hegyesek, ötujjú mancsai rendkívül ügyesek. Erős karmaival ügyesen tud fára mászni - veszély esetén legszívesebben a magasba menekül. A kicsinyek addig gyakorolnak anyjuk óvó tekintete mellett, míg megtanulnak ügyesen egyensúlyozni és mászni. Ennek az állatnak 40 darab foga van; a fogképlete a következő: {\displaystyle {\tfrac {3.1.4.2}{3.1.4.2}}}.

## Életmódja
A mosómedve alapvetően éjszaka aktív, magányos faj. A nappalt általában összegömbölyödve tölti a fák biztonságos lombkoronájában (lévén kiváló mászó) vagy egy sziklahasadékban. Emellett nagy eséseket is képes elviselni. Bár kiváló úszó, elég ritkán megy vízbe, és noha a talajon rendszerint lassan döcög, meglepően gyors, akár 25 km/h-s sebességű futásra is képes. Hallása kiváló, látása éjszaka sem hagyja cserben.
Egy példány rendszerint egy 1–3 km-es átmérőjű területen mozog, amely átfedésben lehet más egyedek zónáival is. A territorialitás csak táplálékban szegény vidékeken jellemző. A hímek területe rendszerint nagyobb a nőstényekénél.
A mosómedve nem válogatós, bármit elfogyaszt. Gyakran fogyaszt növényi terméseket és magvakat (például makkok, bogyók, vadcseresznye, vadszőlő stb.), olykor a mezőgazdaságban termesztett növényekre is rájár (barack, dinnye, szilva, citrusfélék, olykor gabona). Amennyiben állati eredetű táplálékot fogyaszt, étlapján többek között ízeltlábúak, halak, rágcsálók, kétéltűek és tojások szerepelnek. Az emberek közelségét is kiaknázza: rendszerint átkutatja a szemetet, olykor kiborítva a tárolókat, hogy különféle maradékok és más kidobott ételek után nézzen. A gazdag tápláléklelőhelyen több példány is összegyűlhet. Az eledelt ügyes mellső mancsaival fogja meg és veszi a szájába, olykor megtisztogatva azt.
Telente nem alszik téli álmot, bár hidegebb vidékeken hosszabb inaktív periódus figyelhető meg. Mivel az életfunkciók nem lassulnak le, az állat a zsírtartalékait használja fel. Őszi tömegének akár felét is elveszítheti egy tél alatt.

## Szaporodása
A februártól júniusig tartó párzási időszakban a hímek gyakran kiterjesztik területüket, hogy több nősténnyel találkozhassanak. Ilyenkor egy darabig akár együtt is maradhat a pár, de a párzást követően útjaik elválnak. A vemhesség 63-65 napig tart, ezt követően jön a világra egy védett faodúban a 3-7, általában 4 vak kölyök. Az utódok szeme csak kb. háromhetes korukban nyílik ki, elválasztásra kb. 10 hét után kerül sor. Ezt követően a fiatal állatok már anyjukkal tartanak táplálékszerző útjain. A kis mosómedvék az első telet anyjukkal töltik, és a következő tavaszon hagyják el a szülői fészket, de sokszor meglehetősen közel telepszenek le. A faj átlagéletkora a vadonban kb. 5 év. Nagyon sok kölyök nem éri meg a második életévét, elsősorban az emberi tevékenység (vadászat, közlekedés) és a táplálékhiány miatt. Jó körülmények között akár 16-21 évig is elélnek.

## Védettsége
A számos ragadozó (sasok, prérifarkasok, farkasok, baglyok, kígyók stb.) által pusztított mosómedvék példányszáma a 20. század elejétől kezdve rohamosan növekszik, köszönhetően a faj rendkívüli alkalmazkodóképességének. Ezen a tendencián az sem változtatott, hogy az európai telepesek kezdettől fogva vadászták prémje miatt, az 1920-as években pedig egyenesen divatba jött a mosómedvebunda. A mai napig tenyésztik szőrméjéért. Több kísérlet történt a faj háziasítására, ám kiskedvencnek nem igazán alkalmas, mivel hajlamos kárt okozni a környezetében.
A földművesek számára komoly kárt tudnak okozni, amikor földjeiket és gyümölcsöseiket dézsmálják. Számos olyan betegség – például a veszettség és a pestis – hordozói lehetnek, amelyek emberre és állatra egyaránt veszélyesek.
Az európai állomány kb. második világháború óta tartó terjeszkedése különösen veszélyes a helyi társulásokra nézve, ezért több országban, köztük hazánkban is egész évben vadászható.

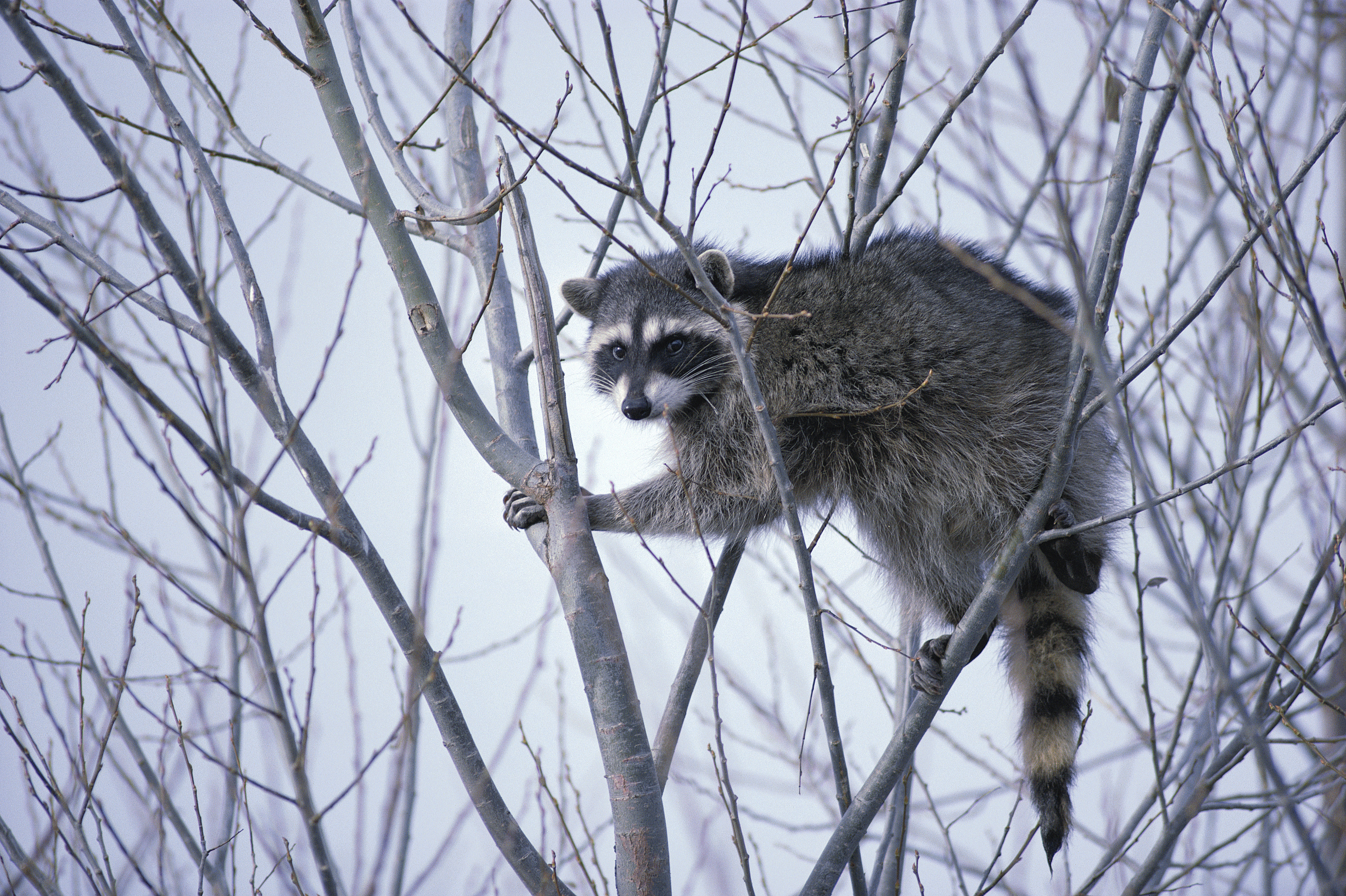
A mosómedve elsőrangú famászó

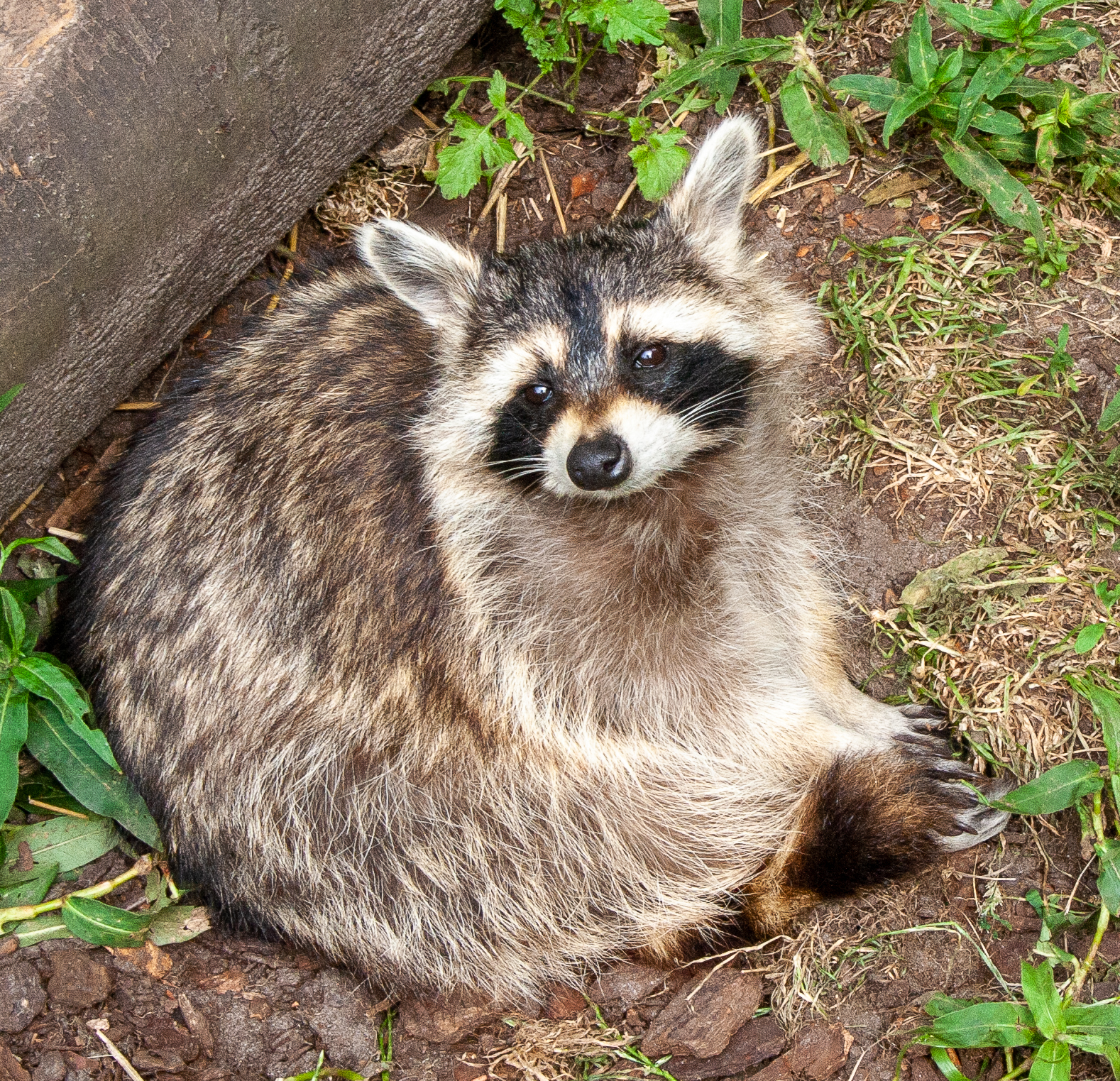

## A mosómedve a kultúrában
A jellegzetes kis állat számos közismert alkotásban kapott jelentős szerepet. Ilyen például a Mosó Masa mosodája című gyermekkönyv címszereplője, vagy a Túl a sövényen című képregénysorozat és animációs film egyik főkaraktere, Stikli. Bohumil Hrabal Sörgyári capriccio című művében Pepin bácsi egyik történetének főszereplője egy mosómedve, itt hangzik el a szinte szállóigévé vált „Unatkozik? Vásároljon mosómedvét!” szlogen. Emellett a faj szerepel a Parkműsor című rajzfilmsorozatban, mint Rigby. A galaxis őrzői című képregény-adaptációban szereplő mosómedve, Mordály  egy autótolvaj és szökevény szerepében tűnik fel, aki társaival a galaxis megmentésén ügyködik.

## Állatkertekben
Szinte minden állatkertben élnek mosómedvék. Magyarországon a Nyíregyházi Állatparkban, a Veszprémi Állatkertben, a Debreceni Állatkertben, a Kecskeméti Vadaskertben, a Budakeszi Vadasparkban, a Miskolci Állatkertben, a Pécsi Állatkertben, a Jászberényi Állatkertben és a Gyöngyösi Állatkertben tartanak mosómedvéket.

## A mosómedve húsának fogyasztása
A mosómedve húsa már a gyarmatosítás előtt, az észak-amerikai őslakosok körében elterjedt volt, sőt az állat fontos táplálékforrásnak számított körükben. A szőrméjét nem igazán hasznosították, csak az európaiak kezdték a szőréért is vadászni az állatot.
Az állat húsának fogyasztását a fehér lakosság is átvette, de elsősorban az Egyesült Államok déli részén terjedt el a gasztronómiában (és napjainkban is kedvelt csemege). A kaliforniai piactereken hajdan szinte minden nap lehetett kapni mosómedvehúst. A fekete rabszolgák között szokás volt karácsonyra mosómedvét enni, sőt Calvin Coolidge amerikai elnökről is ismert volt, hogy hálaadáskor mosómedvét fogyasztott. Az 1930-as évektől egyre több amerikai szakácskönyvben jelentek meg a mosómedvehús felhasználására receptek.
Általában csak a fiatal mosómedvék húsát eszik. Az idősebb állatok húsa rendkívül rágós és szinte ehetetlen.